# ロナルド・デ・ブール
ロナルドゥス・デ・ブール（Ronaldus de Boer、1970年5月15日 - ）は、オランダ・ホールン出身のサッカー選手、サッカー指導者。オランダ代表であった。ポジションは主にMF、FW。若い頃はセンターフォワードあるいは右サイドミッドフィールダーとしてプレーすることが多かったが、晩年は再び右サイドハーフとしてプレーすることが多かった。
元オランダ代表サッカー選手のフランク・デ・ブールは10分後に生まれた双子の兄弟であり、アヤックス・アムステルダム、FCバルセロナ、レンジャーズFC、アル・ラーヤンSC、アル・シャマルではチームメイトであった。

## クラブ経歴
フランクとともにアヤックス・アムステルダムの下部組織出身であり、1987年にトップチームに昇格。1991-92シーズンにはUEFAカップ優勝、1994-95シーズンには史上初となる兄弟が同一チーム在籍でのUEFAチャンピオンズリーグ優勝、アヤックスの黄金時代の中心選手として活躍、1994-95年には選手間の投票による年間最優秀選手に選ばれた。1998年にはスペイン・リーガ・エスパニョーラのFCバルセロナに移籍したが、2シーズンで33試合出場1得点に終わった。2000年に就任したロレンソ・セラ・フェレール監督は下部組織出身の若手を重用したためにロナルドと確執があり、同年夏にスコットランド・スコティッシュ・プレミアリーグのレンジャーズFCに移籍した。オランダ人のディック・アドフォカート監督が率いるレンジャーズFCにはアーサー・ニューマン、バート・コンテルマン (Bert Konterman) 、フェルナンド・リックセン (Fernando Ricksen) 、ジョバンニ・ファン・ブロンクホルストなど多数のオランダ人選手が在籍し、ロナルドは復活を果たした。2002-03シーズンにはチーム得点王となる16ゴールを挙げてリーグ優勝を果たした。2004年、フランクとともにカタール・スターズリーグへと活躍の場を移し、アル・ラーヤンSCとアル・シャマル (Al-Shamal) に在籍した後の2008年、怪我の影響もあり選手キャリアに終止符を打った。

## 代表経歴
1993年3月24日、サンマリノ戦でオランダ代表デビューし、右サイドハーフ、センターフォワード、攻撃的ミッドフィールダーなど様々なポジションで起用された。1994 FIFAワールドカップ、1998 FIFAワールドカップの2度のFIFAワールドカップと、UEFA EURO '96、UEFA EURO 2000の2度のUEFA欧州選手権に出場した。フランスで開催された1998 FIFAワールドカップでは6試合に出場して2得点を挙げたが、準決勝のブラジル戦ではPK戦でペナルティキックを失敗した。クラブ・代表ともに正式なキャプテンに就任したことはなかったが、本来のキャプテンが欠場した際などに代理でアームバンドを巻いたことがある。そのほとんどはフランクの代理であった。オランダ代表としては通算67試合に出場して13得点を挙げた。

## 引退後
現役最後にプレーしたカタールでテレビ解説者を務めており、ドーハでビジネスを展開している。2009年にACミランがカタールで親善試合を企画した際に仲介役を務めた。

## 代表歴

### 出場大会
- オランダ代表
  - 1994 FIFAワールドカップ (ベスト8)
  - 1998 FIFAワールドカップ (ベスト4)

### 試合数
- 国際Aマッチ 67試合 13得点（1993年-2003年）[4][5]

| オランダ代表 | 国際Aマッチ | 国際Aマッチ |
| 年           | 出場        | 得点        |
| ------------ | ----------- | ----------- |
| 1993         | 4           | 3           |
| 1994         | 11          | 3           |
| 1995         | 7           | 0           |
| 1996         | 10          | 3           |
| 1997         | 4           | 0           |
| 1998         | 13          | 3           |
| 1999         | 7           | 0           |
| 2000         | 7           | 1           |
| 2001         | 1           | 0           |
| 2002         | 2           | 0           |
| 2003         | 1           | 0           |
| 通算         | 67          | 13          |

## タイトル
アヤックス・アムステルダム
- エールディヴィジ (5) : 1989-90, 1993-94, 1994-95, 1995-96, 1997-98
- KNVBカップ (1) : 1997-98
- ヨハン・クライフ・シャール (3) : 1993, 1994, 1995
- UEFAチャンピオンズリーグ (1) : 1995
- UEFAスーパーカップ (1) : 1995
- インターコンチネンタルカップ (1) : 1995

FCバルセロナ
- リーガ・エスパニョーラ (1) : 1998-99

レンジャーズFC
- スコティッシュ・プレミアリーグ (1) : 2002-03
- スコティッシュ・カップ (2) : 2001-02, 2002-03
- スコティッシュリーグカップ (2) : 2001-02, 2002-03